# Sarwanzi
Sarwanzi (ukrainisch Зарванці; russisch Зарванцы Sarwanzy) ist ein Dorf in der ukrainischen Oblast Winnyzja mit etwa 4300 Einwohnern (2009).

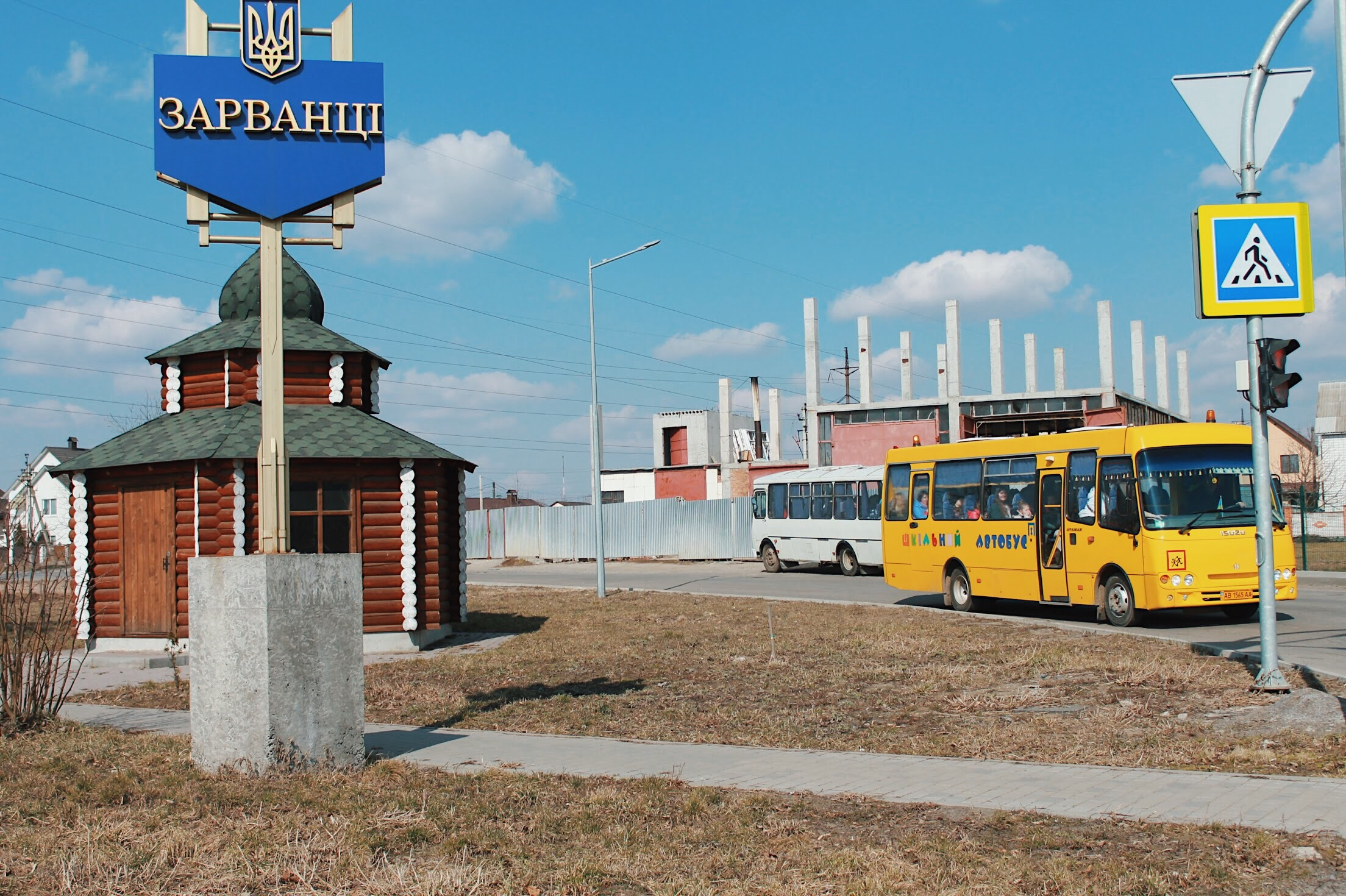
Blick in den Ort

In dem 1545 erstmals schriftlich erwähnten Dorf lebten im Jahr 1785 158 und 1898 1245 Menschen.
Sarwanzi liegt auf 302 m Höhe, hat eine Fläche von 1146 km². Die Ortschaft grenzt an den Nordwesten des Stadtgebietes der Oblasthauptstadt Winnyzja, deren Zentrum in 9 km Entfernung zum Dorf liegt. Im Süden und Osten vom Dorf verläuft die Fernstraße M 12/E 50.
Am 25. Oktober 2016 wurde das Dorf ein Teil neugegründeten Landgemeinde Jakuschynzi, bis dahin war es ein Teil die Landratsgemeinde Jakuschynzi im Zentrum des Rajons Winnyzja.